# 麻倉尚太
麻倉 尚太（あさくら しょうた、1968年5月6日 - ）は、日本の俳優・ミュージシャン。愛媛県出身。身長171cm。体重66kg。O型。

## 略歴・人物
- 声域：F〜F（3オクターブ）、地声はF〜Bの2オクターブ半
- 特技：サックス（ソプラニーノ/ソプラノ/アルト/テナー/バリトン/バス）、作曲、ホーンアレンジ、ウインドブラスアレンジ、、ジャズダンス、指揮、関西弁、書道三段
- 趣味：料理、ハイキング、旅行、散歩、ピアノ、

## 出演

### 舞台
- 「SHE LOVES ME」《東宝ミュージカル》
- 「SHINKA〜心華〜EPISODE 2」《心華2009製作委員会》
- 「HEROマンモスグリーン」《A・I Produce》
- 「THE WINDS OF GOD」(松島聖少尉役)《東京遊劇手》
- 「リセット」《東京遊劇手》
- 「愛と慈しみのボレロ」《アルザマス16》
- 「たそがれエスパー」《アルザマス16》
- 「ある家族の肖像ーあこがれのハワイ航路編」《アルザマス16》
- 「ダルニーラプソディ」《Hot Cat Companyジュニアミュージカル》
- 「ヴェローナの二紳士」(プローテュース役）《プロデュース公演》
- 「夜霧のジョージ」《シノハラステージング》
- 「バンク・バン・レッスン」《シノハラステージング》
- 「同窓会」《はいぶりっと・ぱふぉーまんす・くるー》
- 「DUMP」《目玉プロジェクト》
- 「時哉の冒険」《東京キッドブラザーズ》
- 「バスストップ」《東京キッドブラザーズ》
- 「侵略者を撃て！ ゴンザレスくんクライシス」《炎激集団低血圧》
- 「キャプテン田中」《炎激集団低血圧》
- 「ジュゴン95」《炎激集団低血圧》
- 「先生田中異境旅夢」《炎激集団低血圧》

他多数

### TV
- 君の手がささやいている Vol.1（テレビ朝日系）ミュージシャン役
- シャキーン!・シャキーン! ザ・ナイト（NHK教育）

### オリジナルビデオ
- CONNECT 覇者への道　4話5話（秘書　片桐役）

### CM
- 東京ガス「ふたつの人生」（父親役）
- アクサダイレクト「突然の病気」扁（医師役）
- エクセルコダイヤモンド「愛の強さ」扁（ハンドモデル）
- ABCマート
- 花王ピュオーラ「きょうはネバるね編」
- めいほうぐるーぷ「張り込み」篇「危機一髪」篇
- 宅配寿司 銀のさら「右手扁」
- ヤクルト「主婦 田中美佐子編 Vol.3」

### ラジオ
- 「シーサイドポップス」パーソナリティ《FM湘南ナパサ》（2001年 - 2002年）

### ナレーション
- ５０歳の分岐点～差がつく「思秋期」の過ごし方（オーディブル）
- 働く君に伝えたい 「考える」の始め方（オーディブル）
- 覚醒の日米史観 捏造された正義、正当化された殺戮（オーディブル）
- 株式会社　古城

### その他
- 「ONE PIECE LIVE ATTRACTION〝3〟『PHANTOM』（ボン・クレー役）
- 東京ワンピースタワー（ボン・クレー役）

- 天下統一恋の乱 Love Ballad～華の章～

『夏恋し、天下の宴～お料理献上で届ける想い～』（ザビエール役）

## 音楽
1988年から松山のライブハウスで活動。
1992年から六本木のライブハウスで活動。

「熱風音楽市場魅惑の東京サロン」としてテイチクレコードからデビュー（1998年 - 2000年）

### シングル
1. バナナ・ビート/熱視線
2. 街角ロンリーナイト?デザートはわたし
3. HANAUTA-BAY
4. HOT HOT HOT

### アルバム
1. 熱風タイフーン
2. 東京密林

トリビュート
ミッシェル・ポルナレフ・トリビュート「タムタム」

### その他
- 地井武男、金井克子、中島啓江などのコンサート・ディナーショー、嘉門達夫レコーディングに参加。
- 音楽パフォーマンスユニット「パオパオ堂。」